# Kirkop United F.C.
O Kirkop United Football Club é um clube de futebol maltês com sede em Kiral Kirkop, Malta. O clube atualmente joga na terceira divisão maltesa. Fundada como Kirkop F.C. em 1956, o clube mudou seu nome para Kirkop United F.C. em 1970.
O clube teve o período mais bem sucedido durante os anos 80 e 90, ganhando 3 promoções, 2 das quais foram como campeões. Também recentemente Kirkop ganhou uma promoção durante a temporada 2010-2011 e ganhou outra promoção como campeã na temporada 2014–15.
Kirkop United tem rivalidades de longa data com os vizinhos Zurrieq F.C. e com o Luqa St. Andrew F. C..As cores do time estão em vermelho desde 2003, quando o clube as trocou por uma camisa vermelha, calções brancos e meias brancas.

## História
A Kirkop United foi formada em 1956 como Kirkop F.C. pelo fundador Clement Farrugia, e foi afiliado à Associação de Futebol Amador de Malta. A seguinte estação (1957–58) Kirkop F.C. juntou-se à Associação de Futebol de Malta, participando da Terceira Divisão Maltesa e terminou em posição de meio de tabela. As duas estações sucessivas Kirkop F.C. melhorou muito, mas em 1961-62 Kirkop F.C. só conseguiu uma decisão contra o St. John FC. Kirkop perdeu essa partida e, portanto, foi removido do MFA. Nas temporadas entre 1962 e 1970, Kirkop variou de Kirkop Stars a Kirkop United e formou parte do M.A.F.A. novamente. 
Na temporada de 1970-71, Kirkop United F.C. estavam de volta filiados ao M.F.A. e jogou novamente na terceira divisão maltesa. Depois de vários anos, 1983-84 provou ser uma temporada de sucesso e ganhou pela primeira vez a promoção para a Segunda Divisão Maltesa. O clube foi relegado para a Terceira Divisão Maltesa na temporada 1986-87. 
Kirkop United F.C. ganhou a promoção novamente em 1989-90 durante uma temporada memorável, vencendo o Torneio Mosta, a Copa J. J. Mifsud e declarado campeão maltesa da Terceira Divisão, vencendo 13 dos 14 jogos do campeonato. 
Na temporada seguinte, Kirkop conseguiu uma posição segura no meio da tabela na Segunda Divisão Maltesa e terminou como vice-campeão na Segunda e Terceira Divisão Knock-Out. 
Depois de um período positivo de dois anos, o clube foi relegado para a Terceira Divisão de Malta, mas logo voltou a ser promovido para a Segunda Divisão Maltesa na temporada 1992-93, antes de voltar no ano seguinte. 
Após o rebaixamento, o clube foi competitivo e desafiado para a promoção imediatamente. Da temporada 1994-95 às temporadas de 1998-99, o Kirkop United sempre terminou em 2º lugar e perdeu a promoção. Nas três temporadas seguintes, o clube terminou em 4º, 9º e 9º. Kirkop tentou de novo empurrar para a promoção, mas só conseguiu 4, 4 e 6 durante as temporadas 2003-05. O clube começou então a recuar, terminando nos dias 14 e 17 durante a temporada 2005-2006 e 2006-07. Para a temporada 2007-08 houve uma mudança na estrutura da liga com 19 equipes competindo em duas seções. Kirkop na Seção B conseguiu apenas um desapontante 9º e apenas 2 pontos em uma temporada para esquecer. 
A temporada 2008-09 foi uma temporada de transição em Kirkop e o clube conseguiu ganhar 16 pontos e terminar em 8º. Na temporada seguinte, Kirkop avançou e terminou em 5º com o objetivo de lutar pela promoção na próxima temporada. 
A temporada 2010-2011 foi uma temporada memorável para Kirkop, quando o clube ganhou a promoção após 17 temporadas na Terceira Divisão Maltesa. Na primeira temporada, na segunda divisão de Malta, Kirkop teve uma exibição muito positiva, terminando em 8º na tabela intermediária. A temporada 2012-2013 foi uma temporada cheia de altos e baixos para Kirkop, mas, finalmente, eles conseguiram ficar longe do rebaixamento e terminar em 10º. 
A temporada 2013–14 foi uma das que esqueceram Kirkop, já que o clube foi rebaixado para a terceira divisão maltesa depois de 3 temporadas. No entanto, na temporada seguinte, Kirkop recuperou imediatamente, ganhando tanto a promoção quanto o campeonato, depois de uma vitória por 2-0 na decisão do campeonato da liga contra o Mġarr United F.C.